# Моррисон, Тим
Тимоти Аарон Моррисон (род. 1978) — американский политический советник. Республиканец. Был главным советником президента США по России и Европе, сменив на этой должности Фиону Хилл в августе 2019 года. До этого занимал должность старшего директора по противодействию оружию массового уничтожения в Совете национальной безопасности США. Эту должность он занял 9 июля 2018 года. До тех пор был директором по политическим вопросам Республиканской партии в Конгрессе. С 2000 по 2007 год работал в штате республиканского политика Марка Кеннеди.
Имеет степень доктора юридических наук Университета Джорджа Вашингтона и степень бакалавра политических наук Университета Миннесоты. Известен как сторонник Джона Болтона. Имеет репутацию «ядерного ястреба»; известен как активный критик Нового договора по СНВ и других договоров об ограничении вооружений.

## Скандал Трамп — Украина
Моррисон был среди людей, которые слушали телефонный разговор 25 июля 2019 года между президентом Трампом и украинским президентом Владимиром Зеленским, который занимает центральное место в скандале Трамп-Украина. Он был основным источником информации по делу Уильяма Тейлора-младшего, исполняющего обязанности посла США на Украине.
За день до запланированной дачи показаний по делу об импичменте Трампа 31 октября 2019 года, Моррисон покинул пост старшего директора по европейским и российским делам в Совете национальной безопасности и был заменён Эндрю Пиком.